# باشگاه فوتبال ۲۵ آوریل
باشگاه فوتبال ۲۵ آوریل (انگلیسی: April 25 Sports Club) یک باشگاه ورزشی چندمنظوره در کره شمالی است. تیم فوتبال این باشگاه با ۲۱ عنوان قهرمانی لیگ برتر فوتبال کره شمالی موفق‌ترین باشگاه فوتبال در کره شمالی به‌شمارمی‌رود. این تیم در رقابتهای جام باشگاه‌های آسیا ۹۱–۱۹۹۰ به مقام چهارم رسید و در رقابتهای ای‌اف‌سی کاپ ۲۰۱۹ به مقام نایب قهرمانی رسید.

## عملکرد در مسابقات AFC
- لیگ قهرمانان آسیا ۲

۲۰۱۹: نایب قهرمان